# Drzeżewo
Drzeżewo is een plaats in het Poolse district  Słupski, woiwodschap Pommeren. De plaats maakt deel uit van de gemeente Główczyce en telt 125 inwoners.